# 臺灣手工業推廣中心
臺灣手工業推廣中心（英語：Taiwan Handicraft Promotion Center，簡稱THPC），1956年成立，為中美技術合作計劃之一，全名為財團法人臺灣手工業推廣中心，以發展暨推廣臺灣手工業為目的之非營利機構，於2020年開始進行清算解散。

## 歷史沿革
1955年，中華民國政府基於手工業生產為廣大農村家庭副業，成本輕而容納就業人數多，欲提倡發展，聯合國技術管理局應中國農村復興聯合委員會（簡稱農復會、JCRR）請求，派手工業專家Elizabeth Baylay Wills來台調查及分析，另外美國國際合作總署（ICA）為協助東南亞產業發展，聘美國手工藝設計專家Russel Wright，來台考察手工業，建議應專設機構辦理手工業輔導推廣工作。
1956年，在美援及中美基金撥贈款項支持下，於臺灣省政府建設廳設立臺灣手工業推廣中心，此外ICA聘請美國羅素萊特工業設計公司（Russel Wright Associations）來台成立萊特技術顧問團，指導台灣手工業外銷推廣事宜，建立臺灣外銷工藝產業基本的產銷體制，當時該顧問團聘請葛樂意（C. RonaldoGarry）、裴義士（Richard B. Petterson）等美國專家駐臺指導。同年THPC在台中南屯設立「中部試驗所」，作為美國專家來臺協助手工藝材料調查、技術實驗與外銷工藝品開發設計的基地。 
1957年，THPC改組為財團法人組織，後於全台各地設立試驗所、訓練所及合作社，並進行調查研究，推動手工業發展，以達到生產外銷的目的，並協助設立「關廟竹細工訓練班」。顏水龍從南投工藝研究班轉任至THPC擔任設計組長 。
1958年，THPC聘請日本竹藝專家飯塚小玕齋來臺到中部試驗所指導，進行各項竹工藝新產品試作開發。成立「草屯試驗所」、「木柵試驗所」；協助設立「南投工藝研習所」、「鹿港竹工藝訓練所」、「苗栗縣帽蓆生產合作社」。
1960年，協助設立「布袋手工藝訓練所」、「新營手工藝訓練所」、「板橋手工藝生產技術訓練所」、「關廟竹器生產合作社」。
1961年，木柵試驗所擴大，成立「台北實驗工廠」；鹿港竹工藝訓練所，改名為「鹿港實驗工廠」。
2020年，THPC當時主要業務是經營位於台北徐州路上的「國家文創禮品館」（原中華工藝館），因不敵疫情宣布結束營業，THPC也進行財產清算等收尾作業。

## 成立宗旨
以輔導手工業生產之合理發展，促進工藝品之改良與創新及外銷市場之推廣，俾增加國民就業機會，發展國家經濟為宗旨。

## 出版品
《中國手工業》期刊，為THPC所發行之月刊，自1958年11月發行第1期到1975年6月，共發行200期。

## 工藝人才
林獻偤、黃塗山、吳聖宗、黃滿和莫永崇等人，在THPC中部試驗所與木柵試驗所，以及嘉義、南投、關廟與鹿港等竹工藝訓練所，擔任竹編技師。